# Aldous Huxley
Aldous Leonard Huxley (Godalming, 26 de julho de 1894 – Los Angeles, 22 de novembro de 1963) foi um escritor inglês e um dos mais proeminentes membros da família Huxley. Mais conhecido pelos seus romances, como Admirável Mundo Novo e diversos ensaios, Huxley também editou a revista Oxford Poetry e publicou contos, poesias, literatura de viagem e guiões de filmes. Passou a última parte de sua vida nos Estados Unidos, vivendo em Los Angeles de 1937 até sua morte, em 1963. No final de sua vida, Huxley foi amplamente reconhecido como um dos principais intelectuais de sua época. Ele foi nomeado para o Prêmio Nobel de Literatura sete vezes e foi eleito Companheiro de Literatura pela Royal Society of Literature em 1962.
Huxley era humanista e pacifista. Ele cresceu interessado no misticismo filosófico e universalismo, abordando esses temas com obras como A Filosofia Perene (1945) - que ilustra semelhanças entre misticismo ocidental e oriental - e As Portas da Percepção (1954) - que interpreta sua própria experiência psicodélica com mescalina. Em seu romance mais famoso Admirável Mundo Novo (1932) e seu último romance A Ilha (1962), ele apresentou sua visão de distopia e utopia, respectivamente.

## Biografia
Faziam parte da sua família os mais distintos membros da classe dominante inglesa; uma vasta elite intelectual. O seu avô era Thomas Henry Huxley, um grande biólogo defensor da teoria evolucionista de Charles Darwin, tendo desenvolvido o conceito agnóstico. A sua mãe era irmã da romancista Humphrey Ward; a sobrinha de Matthew Arnold, o poeta; e a neta de Thomas Arnold, um famoso professor e diretor da Rugby School que acabou por se tornar numa personagem do romance "Tom Brown's Schooldays".[carece de fontes?]
Estudou medicina na Eton College, e foi obrigado a abandonar aos dezesseis anos, devido a uma doença nos olhos que quase o cegou impedindo-o de continuar no curso de medicina. Mais tarde, ele recuperou visão suficiente para se formar com honra pela Universidade de Oxford, mas insuficiente para servir ao exército britânico durante a Primeira Guerra Mundial. Em Oxford, teve o primeiro contacto com a literatura, conhecendo Lytton Strachey e Bertrand Russell. Também se tornou amigo de D. H. Lawrence.[carece de fontes?]
Em 1921, lançou "Crome Yellow", o primeiro de uma série de romances e novelas que combinam diálogos emocionantes e um aparente ceticismo, com profundas considerações morais.[carece de fontes?]
Viveu a maior parte dos anos 20 na Itália fascista de Mussolini que inspirou parte dos sistemas autoritários retratados em suas obras.[carece de fontes?]
A obra-prima de Huxley, Admirável Mundo Novo (Brave New World), foi escrita durante quatro meses no ano de 1931. Os temas nela abordados remontam grande parte de suas preocupações ideológicas como a liberdade individual em detrimento ao autoritarismo do Estado.[carece de fontes?]
No ano de 1937 Aldous Huxley mudou-se para Los Angeles com sua esposa Maria, o filho Matthew Huxley e seu amigo Gerald Heard, e em 1938, no auge da sua carreira, chegou a Hollywood, como um de seus mais bem remunerados guionistas. Nessa fase, escreveu romances como Também o Cisne Morre (1939), O Tempo Pode Parar (1944), O Macaco e a Essência (1948).[carece de fontes?]
Heard apresentou Huxley à Vedanta (filosofia centrada em Upanishad), meditação e vegetarianismo através do princípio de ahimsa. Em 1938, Huxley fez amizade com Jiddu Krishnamurti, cujos ensinamentos ele admirava muito. Huxley e Krishnamurti entraram em um intercâmbio duradouro (às vezes beirando no debate) durante muitos anos, com Krishnamurti representando a perspectiva mais rarefeita, destacada da torre de marfim e Huxley, com suas preocupações pragmáticas, a posição mais social e historicamente informada. Huxley forneceu uma introdução à declaração quintessencial de Krishnamurti, A Primeira e Última Liberdade (1954).
Huxley também se tornou um vedantista no círculo do hindu Swami Prabhavananda, e introduziu Christopher Isherwood nesse círculo. Pouco tempo depois, Huxley escreveu seu livro sobre valores e ideias espirituais amplamente difundidos, A Filosofia Perene, que discutia os ensinamentos de renomados místicos do mundo. O livro de Huxley afirmou uma sensibilidade que insiste que existem realidades além dos "cinco sentidos" geralmente aceitos e que há um significado genuíno para os seres humanos além das satisfações e sentimentalismos sensuais.
Durante este período, Huxley ganhou uma renda substancial como roteirista de Hollywood; Christopher Isherwood, em sua autobiografia Meu Guru e Seu Discípulo, afirma que Huxley ganhou mais de 3 000 dólares por semana (uma enorme quantia naqueles dias) como roteirista, e que ele usou muito disso para transportar escritores e artistas judeus e de esquerda refugiados da Alemanha de Hitler para os EUA. Em março de 1938, a amiga de Huxley, Anita Loos, romancista e roteirista, colocou-o em contato com a Metro-Goldwyn-Mayer (MGM), que o contratou para Madame Curie, estrelando Greta Garbo e sendo dirigido por George Cukor. (Eventualmente, o filme foi completado pela MGM em 1943 com um diretor e elenco diferentes.) Huxley recebeu crédito de tela por Orgulho e Preconceito (1940) e foi pago por seu trabalho em vários outros filmes, incluindo Jane Eyre (1944). Ele foi contratado por Walt Disney em 1945 para escrever um roteiro baseado em Alice no País das Maravilhas e na biografia do autor da história, Lewis Carroll. O roteiro não foi usado, no entanto.
O cinema para Huxley foi uma aventura tão fascinante quanto as suas descobertas e experiências com a mescalina, iniciadas em 1953 em correspondência com o psiquiatra Humphry Osmond e narradas em "As portas da percepção" (The Doors of Perception), de 1954, livro que exerceu certa influência sobre a cultura hippie que florescia, dando nome por exemplo à banda The Doors, embora o título seja oriundo de um verso de Blake. Os Beatles escolheram seu rosto entre algumas dezenas de grandes personalidades que figuram na capa do mais marcante álbum do quarteto, Sgt. Pepper's Lonely Hearts Club Band, com faixas polêmicas cujas letras evidenciavam afinidade com estados alterados de percepção. Mais tarde, ele fez experimentos com LSD. Huxley, muito embora, possuía preferências culturais e hábitos muitíssimo diversos do movimento hippie como um todo, abordava o universo dos psicoativos voltado à antropologia e à filosofia. Dois anos depois, viúvo, casou-se novamente e publicou "Entre o céu e o inferno".

### Vida pessoal
Huxley casou-se com Maria Nys (10 de setembro de 1899 – 12 fevereiro de 1955), uma belga que ele conheceu em Garsington, Oxfordshire, em 1919. Eles tiveram um filho, Matthew Huxley (19 de abril de 1920 – 10 de fevereiro de 2005), que seguiu a carreira de escritor, antropólogo e epidemiologista. Em 1955, Maria morreu de câncer.
Em 1956, Huxley se casou com Laura Archera (1911–2007), escritora, violinista e psicoterapeuta. Ela escreveu This Timeless Moment, uma biografia de Huxley.
Em 1960, Huxley foi diagnosticado com câncer de laringe e, nos anos seguintes, embora a doença se agravasse, escreveu o romance A Ilha e lecionou sobre as potencialidades humanas no Centro Médico São Francisco da Universidade da Califórnia e no Instituto Esalen.
Huxley era amigo íntimo de Jiddu Krishnamurti e de Rosalind Rajagopal e esteve envolvido na criação do Happy Valley School (agora Besant Hill School of Happy Valley) em Ojai, Califórnia.
Os trabalhos remanescentes de Huxley estão, em sua maior parte, na biblioteca da Universidade da Califórnia, Los Angeles. É possível encontrá-los também na biblioteca da Universidade de Stanford.
Em 9 de abril de 1962, Huxley foi informado de que ele havia ganho o título de "Companion of Literature" pela Royal Society of Literature.

## Morte
Nos últimos dias de luta contra o câncer, já impossibilitado de falar, Huxley entregou um bilhete a Laura Huxley, sua esposa, no qual escreveu: "LSD, 100 µg, intramuscular" (100 microgramas de LSD, aplicação intramuscular), como uma tentativa de reviver a experiência psicodélica antes da morte. Ele faleceu às 17h21 do dia 22 de novembro de 1963, aos 69 anos. As cinzas de Huxley foram enterradas no jazigo da família, no cemitério de Watts, casa de Watts Mortuary Chapel em Compton, uma vila perto de Guildford, Surrey, Inglaterra.

## Obras publicadas

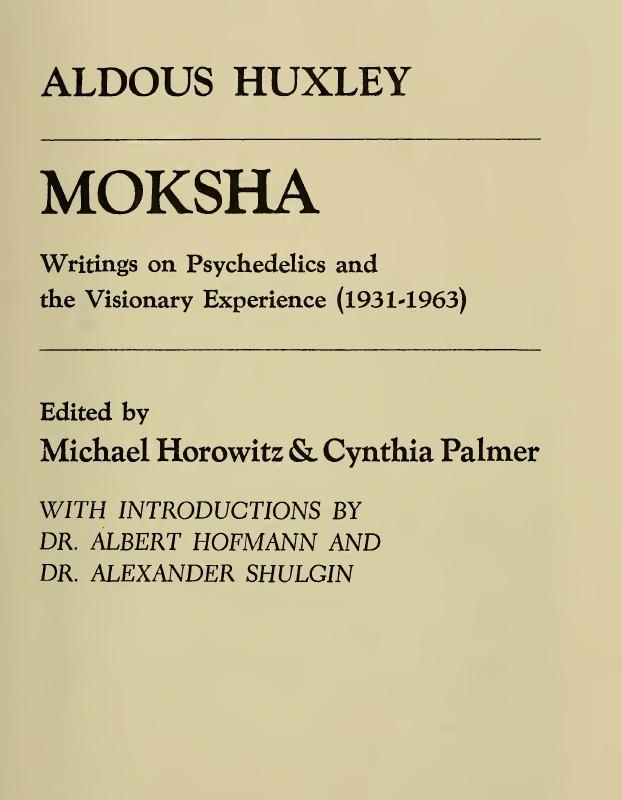
Moksha: Writings on Psychedelics and the Visionary Experience (1931-1963), raccolta di saggi del 1977

| nº série | Título original           | Título no Brasil | Tradução                                          | Ano  | Editora                                                                                     |
| -------- | ------------------------- | --- | ------------------------------------------------- | ---- | ------------------------------------------------------------------------------------------- |
| 01       | Limbo, contos de estreia  | |                                                   | 1920 |                                                                                             |
| 02       | Crome Yellow              | Férias em Crome, romance ou A feira de Crome | Edison Carneiro                                   | 1921 | editora Vecchi, Livros do Brasil                                                            |
| 03       | Antic Hay                 | Ronda Grotesca, romance | Moacyr Werneck de Castro                          | 1923 | Globo                                                                                       |
| 04       | Those barren leaves       | Folhas inúteis, romance ou As despedidas estéreis                                                                                                 | Marina Guaspari                                   | 1925 | Casa editora Vecchi                                                                         |
| 05       | Two or Three Graces       | Duas ou Três Graças: quatro histórias, contos |                                                   | 1926 | Ibrasa, Globo                                                                               |
| 06       | Proper Studies            | |                                                   | 1927 |                                                                                             |
| 07       | Point Counter Point       | Contraponto, romance | Érico Veríssimo                                   | 1928 | Globo, Abril Cultural, Nova Cultural                                                        |
| 08       | Do What you will          | Satânicos e visionários, ensaios | J. L. Dantas                                      | 1929 | Americana                                                                                   |
| 09       | Brave New World           | Admirável Mundo Novo, romance | Lino Vallandro e Vidal Serrano                    | 1932 | Folha de S.Paulo, Globo, Abril Cultural, Círculo do livro,                                  |
| 10       | Eyeless in Gaza           | Sem Olhos em Gaza, romance | V. de Miranda Reis                                | 1936 | Civilização brasileira (1970), Globo (1980), Abril Cultural (1985), Círculo do livro (1981) |
| 11       | Ends and Means            | O despertar do mundo novo, ensaios | M JUdith Martins                                  | 1937 | Itatiaia, Hemus,                                                                            |
| 12       | After Many Summers        | Também o Cisne Morre, romance | Paulo Moreira da Silva                            | 1939 | Livraria do Globo (1942), Biblioteca azul (2014)                                            |
| 13       | Grey Eminence             | Eminência parda, a história de Pòre Joseph, o conselheiro de Richelieu ou Eminência Parda: estudo sobre religião e política, biografia romanceada | Paulo Moreira da Silva - Maria Judith Martins     | 1941 | Livraria do Globo (1943), Itatiaia (2000),                                                  |
| 14       | The Art of Seeing         | A arte de ver, ensaios | Lumir Nahodil                                     | 1943 | Paz (Portugal, 1998)                                                                        |
| 15       | Time Must Have a Stop     | O Tempo Deve Parar, romance | Maria Luisa Alba                                  | 1945 | Libraria do Globo (1945); Globo (1987)                                                      |
| 16       | The Perennial Philosophy  | A Filosofia Perene, ensaios | Geraldo Galvão Ferraz, Octavio Mendes Cajado      | 1946 | Globo, Civilização brasileira, Cultrix, Círculo do livro                                    |
| 17       | Ape and Essence           | O Macaco e a Essência, romance | João Guilherme Linke; Fábio Bonillo               | 1949 | Civilização brasileira, Globo, Biblioteca azul                                              |
| 18       | The Devils of Loudun      | Demônios da loucura ou Os Demônios de Loudun | Marcos de Vicenzi; Sylvia Taborda                 | 1952 | Americana, Globo, Círculo do livro                                                          |
| 19       | The Doors of Perception   | As Portas da Percepção, ensaios | Osvaldo de Araújo Souza                           | 1954 | Globo, Civilização brasileira                                                               |
| 20       | Heaven and Hell           | Céu e Inferno, ensaios | Osvaldo de Araújo Souza                           | 1956 | Globo, Civilização brasileira                                                               |
| 21       | Adonis and the alphabet   | Adônis e o alfabeto, ensaios | Edith de Carvalho Negraes e Daniel Martins Júnior | 1956 | Hemus (1956), Itatiaia (2000),                                                              |
| 22       | Collect shor stories      | Contos escolhidos | Eliana Sabino                                     | 1957 | Globo                                                                                       |
| 23       | Brave New World Revisited | Regresso ao Admirável Mundo Novo, ensaios | Eduardo Nunes Fonseca                             | 1959 | Hemus (1974), Itatiaia (2000), Círculo do livro (1985)                                      |
| 24       | Island                    | A Ilha, romance | Gisela Brigitte Laub                              | 1962 | Globo, Civilização brasileira, Rio Gráfica                                                  |
| 25       | The Human Situation       | A Situação Humana, ensaios | Lya Luft                                          | 1978 | Globo, Círculo do livro                                                                     |

## Premiações
- 1939 James Tait Black Memorial Prize (por Também o Cisne Morre)
- 1959 American Academy of Arts and Letters Award of Merit (por Admirável Mundo Novo).
- 1962 Companion of Literature (Royal Society of Literature)[22]

## Adaptações cinematográficas
- 1968 Point Counter Point (minissérie BBC adaptada por Simon Raven)
- 1971 The Devils (Os demônios de Loudun adaptado por Ken Russell)
- 1980 Admirável Mundo Novo (adaptação na TV americana)
- 1998 Admirável Mundo Novo (adaptação na TV americana)